# Раскина, Юлия Сергеевна
Ю́лия Серге́евна Ра́скина (бел. Юлія Сяргееўна Раскіна; р. 9 апреля 1982, Минск) — белорусская спортсменка, представляла художественную гимнастику в индивидуальных упражнениях. Серебряный призёр Летних Олимпийских игр 2000 года в индивидуальном многоборье, семикратный призёр чемпионатов мира, чемпионка Европы и четырехкратных призёр чемпионатов Европы.
Заслуженный мастер спорта Республики Беларусь (2000). Тренер олимпийской чемпионки Дарьи Варфоломеевой.

## Олимпиада 2000
На Олимпиаде в Сиднее (Австралия) Юлия Раскина завоевала серебряную медаль в индивидуальном многоборье по художественной гимнастике.

## Спортивные результаты
- 1997 Чемпионат мира, Берлин — 5-е место индивидуальное многоборье; 6-е место скакалка; 2-е место команда.
- 1998 Чемпионат мира, Севилья — 3-е место булавы; 5-е место обруч; 4-е место лента; 5-е место скакалка.
- 1999 Чемпионат мира, Осака — 2-е место мяч; 3-е место групповое многоборье; 2-е место индивидуальное многоборье; 2-е место лента; 4-е место скакалка; 2-е место команда.
- 1999 Чемпионат Европы, Будапешт — 8-е место мяч; 2-е место обруч, индивидуальное многоборье; 3-е место лента; 8-е место скакалка.
- 2000 Финал Кубка мира, Глазго — 3-е место мяч, обруч, лента; 5-е место скакалка.
- 2000 Чемпионат Европы, Сарагоса 1-е место мяч; 4-е место обруч; 2-е место индивидуальное многоборье; 3-е место лента; 5-е место скакалка.
- 2000 Олимпийские Игры Сидней 2-е место индивидуальное многоборье.

Государственные награды:
- Орден Почета (13 октября 2000 года)[1]